# Benešov nad Ploučnicí (zámek)
Zámecký komplex Benešov nad Ploučnicí je souhrnné označení sedmi budov v centru města Benešov nad Ploučnicí. Areál se skládá z Horního a Dolního zámku, tří paláců, kostela a kaple. Kromě toho dolní zámek představuje areál skládající se ze tří historických a samostatných paláců. Celý areál je památkově chráněn a v roce 2001 byl jeho areál prohlášen národní kulturní památkou. Zámek je ve vlastnictví státu a jeho správu zajišťuje Národní památkový ústav. Je přístupný veřejnosti.

## Historie

### Benešov nad Ploučnicí
Historie města v údolí řeky Ploučnice sahá do 13. století, kde v okolí řeky fungovaly osady u hradu Děčín a poté Ostrý, který byl založen okolo poloviny 13. století. Zakladatelé této osady byli Markvarticové, kteří hledali přirozené hospodářské centrum, jež by nebylo daleko od hradu Ostrého. Přesné datum, kdy Benešov vznikl, není známé. První výslovné zmínky o Benešově jsou až z první poloviny 14. století. Městských práv se obec dočkala v roce 1392 od Jana z Michalovic (znak města svědčí o významu Michaloviců pro historii města). V roce 1426 bylo město dobyto husity. Po dobytí Ostrého měl Benešov lepší perspektivu pro založení nového centra panství. První zmínky o novém vrchnostenském sídle jsou z roku 1479, kdy zámek patřil Zikmundovi z Vartenberka. Poté koupil panství Mikuláš Trčka z Lípy, který pokračoval ve vývoji rekonstrukcí a výstavbou dalších částí. V roce 1515 byl Benešov odkoupen šlechtickou rodinou Salhausenů z Míšně, která byla přijata mezi českou šlechtu. Za vlády Salhausenů se Benešov dočkal největšího rozmachu.

### Od 16. století do roku 1945
V roce 1522 si majetek rozdělili synové Jiřího Salhausena Bedřich, Hanuš a Wolf. Výstavba Nového benešovského sídla započala v roce 1522 Bedřichem ze Salhausenu. Nový objekt byl později nazýván Horní zámek. K hornímu zámku byla poté přistavěna osmiboká schodišťová věž. Vstupní portály budovy a věže jsou dokladem pozdně gotického stylu. V letech 1540–1544 Bedřich nechal přistavět k Hornímu zámku obdélnou věžovitou budovu, která je zastřešena stanovou střechou, z níž vybíhá osmiboká vížka. Řešení okenních ostění Horního zámku již ukazují na vliv renesančního slohu a potvrzují tím pozdější vznik tohoto křídla. V přízemí tohoto objektu se nacházela zbrojnice. Později v roce 1543 nechal Walter Hirsch vystavět hospodářskou budovu, která se však, kvůli požárům, v původní podobě dodnes nezachovala. Do budovy se vstupovalo schodišťovou věží, která se nachází hned vedle vstupu do zámeckého nádvoří. Těmito přístavbami ve čtyřicátých letech 16. století byl Horní zámek dokončen, později zde byly prováděny jen rekonstrukce po opakovaných požárech.
Výrazněji se do tváře města zapsala výstavba Dolního zámku, která svou monumentální architekturou zdobí Benešov dodnes. Objekt byl vystavěn pro Bedřichova syna Hanuše v letech 1540–1544. Pozdně gotické prvky se zde projevují na řešení vysokých štítů i římsy v podobě tzv. oslích hřbetů. Průčelí u horního objektu směřuje do náměstí a spodní k městskému opevnění. Vstup do zámku se nachází na jižní straně v přízemí čtverhranné věže, která je zakončena jehlancovitou střechou s lucernou. Z Dolního zámku se zachovalo bez větších změn přízemí s klenutými, nebo valenými klenbami a patro s trámovými stropy, dvěma sály a soukromými pokoji majitelů. Dolní a Horní zámek jsou spojeny pomocí kryté chodby, která vede podél ohradní zdi.
Po Bedřichovo smrti (1562) převzal jeho syn Hanuš vládu nad polovinou města Benešova a dalším statkům zděděným po otci. Druhé polovině vládl bratr Bedřich mladší, který sídlil na Horním zámku. Jejich třetí bratr Jáchym při dělení majetku nic v Benešově nedostal. Poté, co v roce 1576 zemřel Hanuš, ujal se otcova Dolního zámku jeho syn Antonín, a aby měl i jeho bratr Wolf své sídlo nechali postavit u Dolního zámku nové tzv. Wolfovo křídlo (roce 1578). Wolfovo křídlo je řešeno obdélníkovým půdorysem a sedlovou střechou. Úzká dispozice ukazuje na omezený prostor, který byl pro objekt vyhrazen. Podélné strany směřuji na náměstí a do dvora. Severní a jižní čelo má vysoké renesanční štíty, které jsou tvarově shodné se štíty Horního zámku, kvůli době výstavby, neboť zároveň probíhala renovace Horního zámku po požáru v roce 1571. Wolfovo křídlo má také věž se schodištěm, která je orientován do dvora. Výrazným prvkem celého zámeckého areálu je arkýř orientovaný do náměstí, opírající se o kamenný sloup jehož hlavice přechází ve štukové zdivo. Arkýř je dvouposchoďový a ukončen štítem stejného tvaru jako hlavní štíty Wolfova křídla. Po dokončení této výstavby byl víceméně dokončen zrod zámeckého areálu. Poté docházelo už jen k rekonstrukcím po vzniklých požárech.
Zámek v roce 1614 koupil Radslav Kinský z Vchynic a po něm jej zdědil Vilém Kinský z Vchynic, zavražděný spolu s Albrechtem z Valdštejna. Jeho majetek získal Jan z Aldringenu. Dědic třetí generace, kníže Edmund Mořic z Clary-Aldringenu v roce 1856 prodal dolní zámek s částí bynoveckého panství lékaři a velkostatkáři Karlovi Lumbemu za osmdesát tisíc zlatých. V letech 1877–1888 byla majitelkou zámku hraběnka Aloisie Černínová, která dala k zámku přistavět další budovu v novorenesančním stylu. Po ní se vlastníky zámku stali továrníci německé národnosti, Grohmannové.

### Novodobé dějiny
| Rok  | Počet návštěvníků |
| ---- | ----------------- |
| 2015 | 22 926            |
| 2016 | 23 992            |
| 2017 | 19 753            |

V roce 1945 byl celý zámecký komplex jako německý majetek zkonfiskován a převeden do vlastnictví československého státu z důvodu nenáležitého využití a chátrání objektů. Ministerstvo školství a kultury uzákonilo v roce 1961 zámecký areál za národní kulturní majetek a statní zámek. Během dalších let došlo k rekonstrukci Dolního zámku i jeho nádvoří. V roce 1969 propukl v Dolním zámku požár, který značně poničil objekt i jeho expozici. Poté došlo k dalším rekonstrukcím, např. Horního zámku, který byl minulými majiteli opomíjen.
V současné době je v benešovském zámeckém areálu umístěna stálá expozice mapující dobové využití.

## Architektura

### Horní zámek

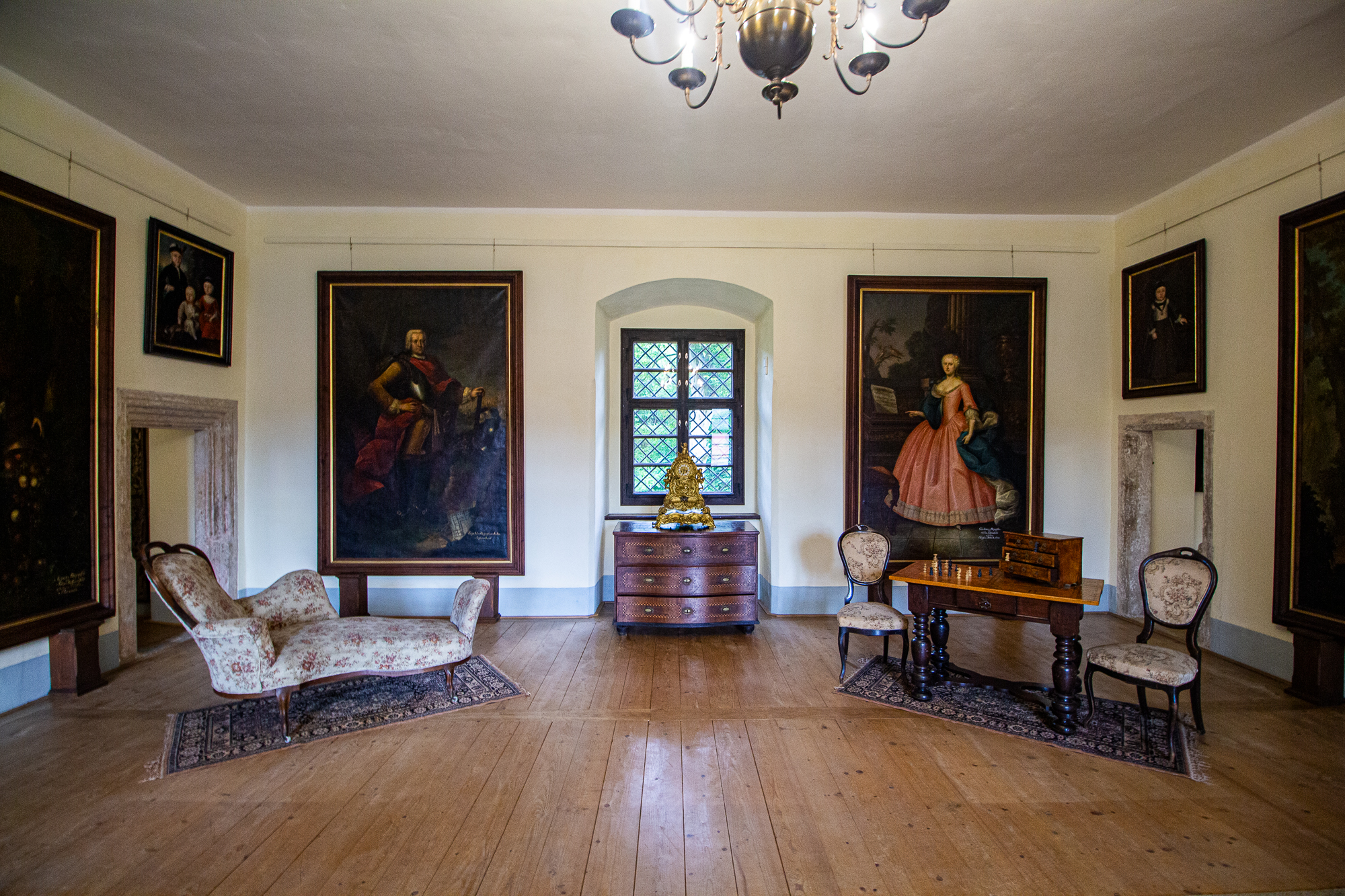
Interiér Horního zámku

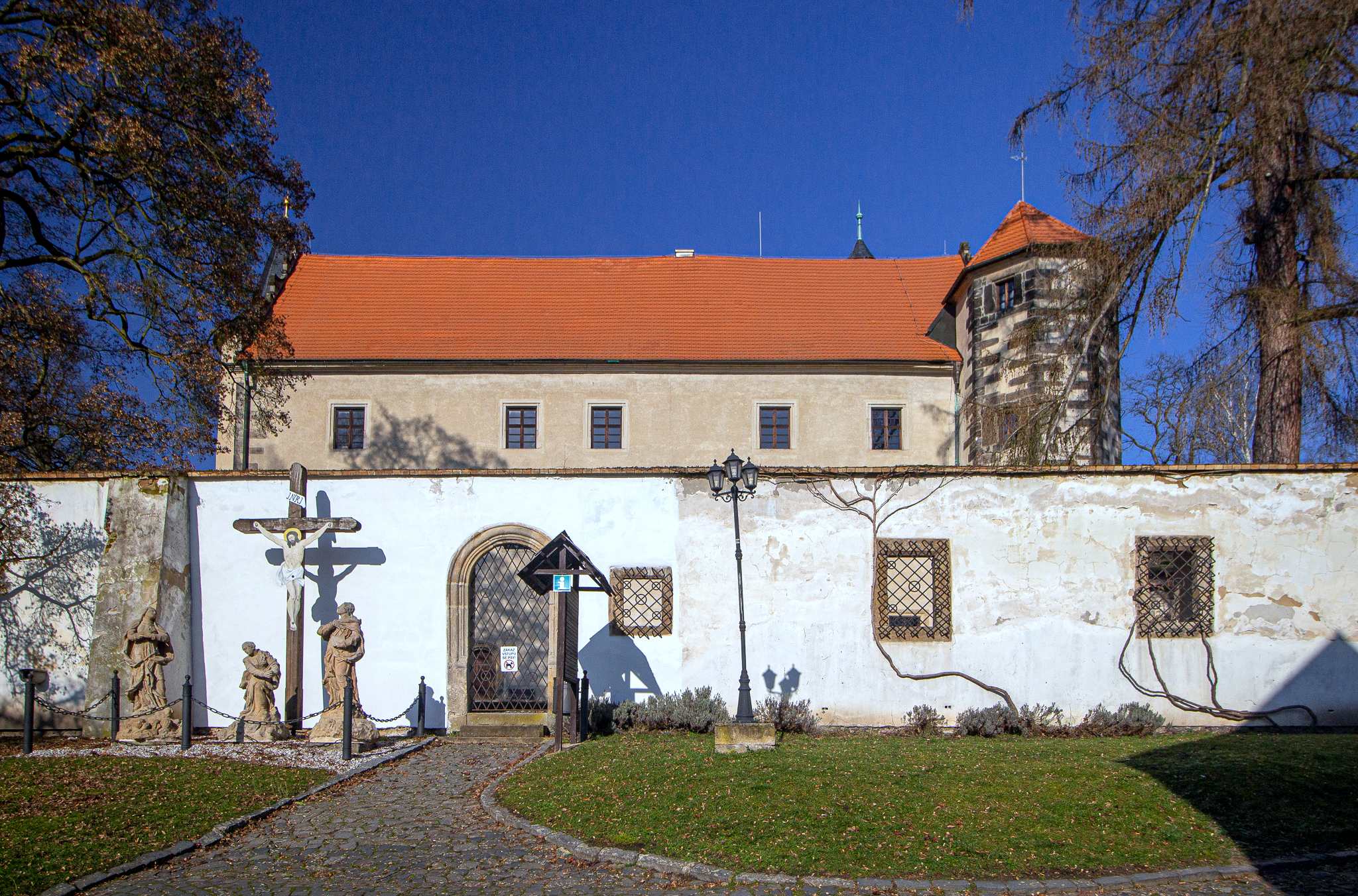
Horní zámek s polygonální schodišťovou věží vpravo. Před branou v popředí je sousoší kalvárie.

Horní zámek na severní straně náměstí Míru představuje nejstarší panské sídlo v Benešově nad Ploučnicí. Byl vystavěn v letech 1522–1524 Bedřichem ze Salhausenu, v roce 1543 přestavěn ve slohu pozdní gotiky a po požáru města v roce 1571 byl opraven s prvky saské renesance. Panství a zámek následně drželi Kinští a Thunové, kteří jej využívali jako letní sídlo. Zámek je obdélného tvaru s okrouhlou starou věží na severozápadní straně a polygonální schodišťovou věží na jihovýchodním nároží. V přízemní části byly provozní prostory. Obytné místnosti byly v prvním patře s krytou chodbou vedoucí do vedlejšího kostela Narození Panny Marie. Před vstupní branou do zámku se nachází sousoší kalvárie. Horní zámek s galerií je přístupný veřejnosti s organizovanými prohlídkami a turistickými informacemi.

### Dolní zámek
Dolní zámek je souhrnné označení pro trojici paláců, tvořících vlastní zámecký areál. Nejstarší část byla vystavěna v letech 1540–1544 Janem ze Salhausenu. Následně jej drželi Kinští a po roce 1634 Aldringenové (následně i Clary-Aldringenové). Dnes je ve vlastnictví státu a je přístupný veřejnosti.

#### Janův (Antonínův) palác

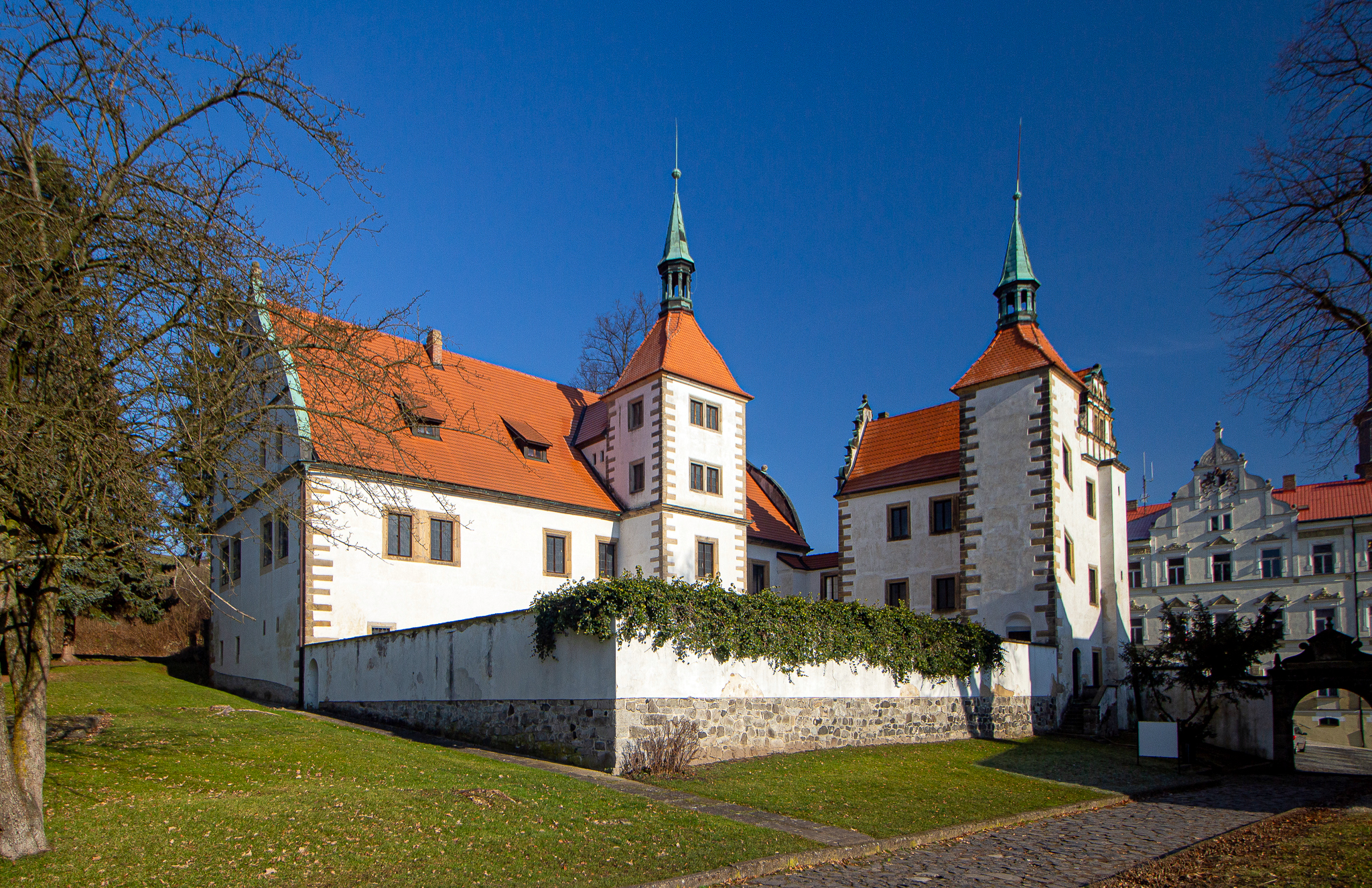
Dolní a Wolfův zámek

Janův palác představuje nejstarší část dolního zámeckého areálu. V letech 1540–1544 jej nechal vystavět Bedřich ze Salhausenu, ovšem pojmenovaný je po jeho synovi Janovi. Do roku 1612 jej vlastnil Antonín ze Salhausenu (odtud druhé pojmenování), jenž jej prodal Janovi z Vartenberka. Ten jej roku 1614 prodal Radslavu Kinskému. Interiér severní budovy má známky silného doznívání gotiky. Prozrazuje to zejména řešení přízemí budovy, které je v každé místnosti klenuté. Jsou zde síťové klenby s protínanými žebry a v některých místnostech i s vegetabilním svorníkem. Žebra jsou ve všech případech klínové, třikrát mělce vyžlabené a jsou ukončené prostým zapuštěním do kamenné zdi bez konzol. Čtyři místnosti mají klenutí valenými klenbami s lunetami, nebo hladkými valenými klenbami a v poslední řadě jsou zde hladké křížové klenby na střed. sloupu. Vnitřní ostění všech oken je zde řešeno segmentovým obloukem. Portály jsou zde pravoúhlé s protínanými pruty. Přízemí sloužilo k umístění kuchyně, skladování potravin, konírny a obrany za pomocí střílnových okének. V druhém patře se nachází jídelna, pracovny, pokoje vrchnosti a vstup do chodby spojující s Wolfovým křídlem. Patro je zde řešeno dřevěnými trámovými stropy a obdélníkovými okny s vegetabilně zdobnými reliéfy na ostěních. V rohových místnostech se u sdružených oken nachází střední baňatý sloupek s vegetabilními reliéfy. Fasáda dolního zámku je pokryta omítkou a nárožní kamennou armaturou. Okna jsou stejně jako u všech ostatních objektů obdélníková se zkosenými rámci. Na východním a západním průčelí jsou gotické štíty tzv. oslí hřbety.

#### Wolfův palác

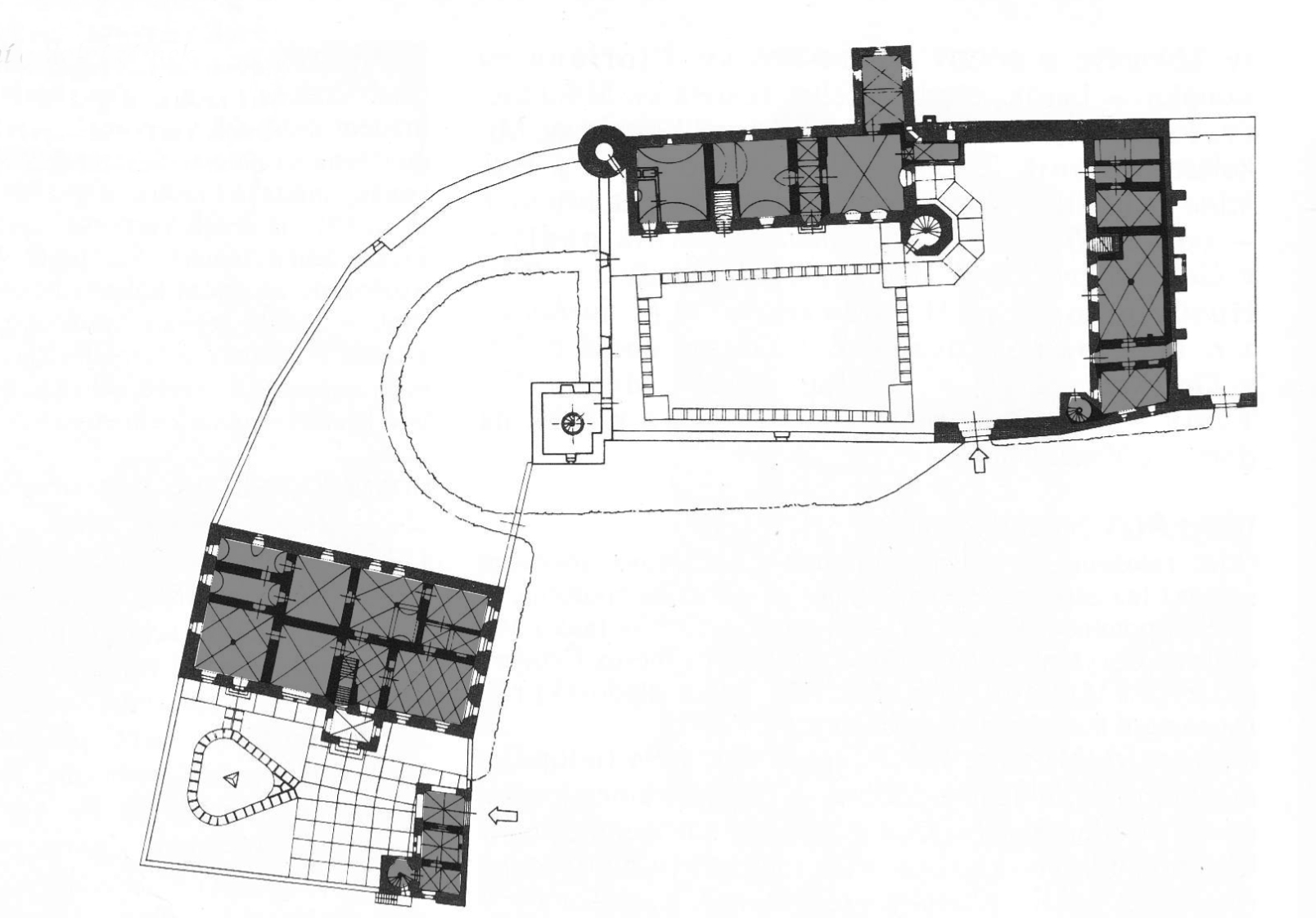
Půdorys zámků v Benešově nad Ploučnicí

Wolfův palác nechal v letech 1570-1576 vystavět Jan ze Salhausenu pro svého syna Wolfa. Následně jej získal jeho bratr Antonín a další osudy jsou totožné s osudy Janova paláce. Budova je dvoupatrová, průčelí jsou řešena opět hladkou fasádou s kamennou nárožní armaturou. Jižní a Severní průčelí zdobeno renesančními volutovými štíty. Na východní straně objektu je pravoúhlý kamenný portál s vegetabilními ornamenty a pilastry s ionskými hlavicemi. Nad ním je vyhotoven Salhausenský erb, který např. datuje výstavbu budovy. Nalevo od portálu se tyčí hranolový dvoupatrový arkýř, který je podpírán polosloupem s dórskou hlavicí, nad kterou sloup přechází ve štukové zdivo s vynesenými diamantovými čtverhrannými výstupky. Okna na arkýři jsou zdobeny římsami. Budova je spojena již zmíněnou visutou krytou chodbou. Ve Wolfově křídle se nachází zdobné kazetové stropy.

#### Černínský palác
Černínský palác představuje nejmladší část dolního zámeckého areálu. V roce 1878 jej nechala vystavět hraběnka Aloisie Černínová. V letech 1888–1945 byl zámek v majetku rodiny Grohmannů, majitelů textilních továren. Budova je obdélná, dvoupatrová, se štítem ve tvaru oslího hřbetu a renesančním štítem s volutami. Okna jsou zde obdélná se zkosenými rámci. Na západní straně budovy se nachází dvoupatrová věž s nárožní kamennou armaturou. Do objektu se vstupuje polokruhovým portálem zdobeným volutovým štítem, erby a pilastry s ionskými hlavicemi.

### Starschedelovský dům

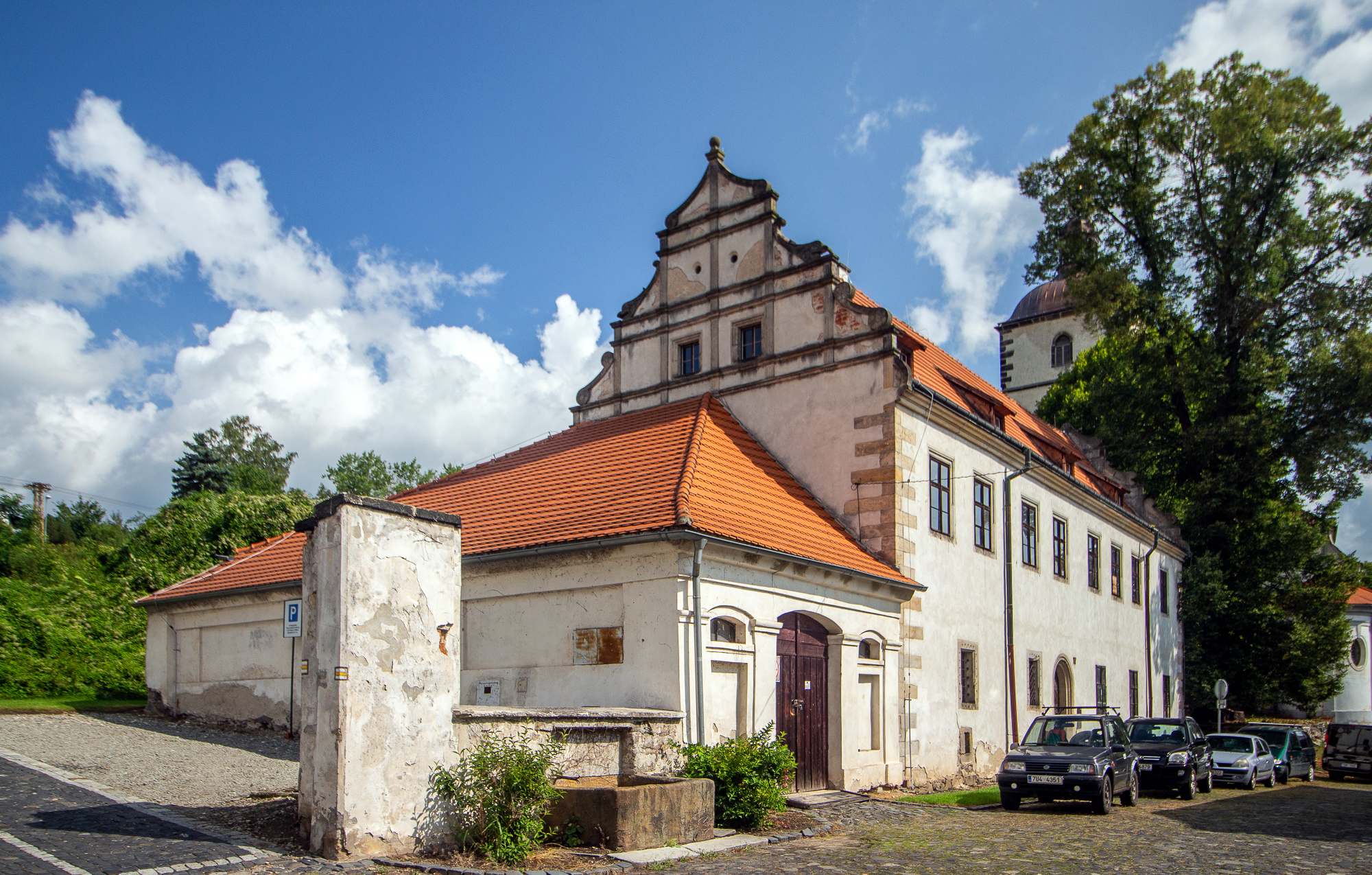
Konojedovský dům

Na místě Starschedelovského domu původně stála kamenická dílna, po roce 1583 přestavěna na dům Marie ze Starschedelu a jejího manžela Humbolda. Po roce 1620 tvořil součást pivovaru. Na konci 18. století byl přestavěn do současné podoby. Dům bezprostředně sousedí s horním zámkem. Dům je jednopatrový a obdélný. V průčelí se nachází portál zakončený segmentovým obloukem s klenákem. Sklepy jsou sklenuty valenou klenbou s pásy a přízemí je zdobeno val. klenbou s lunetami.

### Konojedovský dům
Konojedovský dům mezi Starschedelovským domem a kaplí Bolestné Matky Boží je renesanční budova z roku 1552 s barokními štíty, po roce 1705 býval v jeho prostorách špitál. Název pochází od dalších majitelů, kterým byl některý z majitelů konojedského panství. Od roku 1945 je objekt nevyužíván, pouze západní přístavba funguje jako garáž. Exteriér je však po řadě úprav celkově nevýrazný.

### Schönfeldovský dům
Schönfeldovský dům jako jediný z objektů mezi horním zámkem a kostelem Narození Panny Marie nestojí v této linii. Vystavěn byl v 16. století na rohu dnešní Kostelní ulice, naproti vyústění Zámecké ulice. Okolo roku 1615 prošel renesanční přestavbou.

### Kaple Bolestné Matky Boží
Kaple stojí při jihozápadní straně kostela, kde ji postavil Karl Matuje. K jejímu vysvěcení došlo v roce 1750, ovšem bohoslužby se zde konaly až od roku 1765. V letech 1886 a 1917 prošla rekonstrukcemi, v 80. letech znovu zchátrala a opravena byla spolu s kostelem v 90. letech, ale již bez vnitřního vybavení.

## Fotogalerie

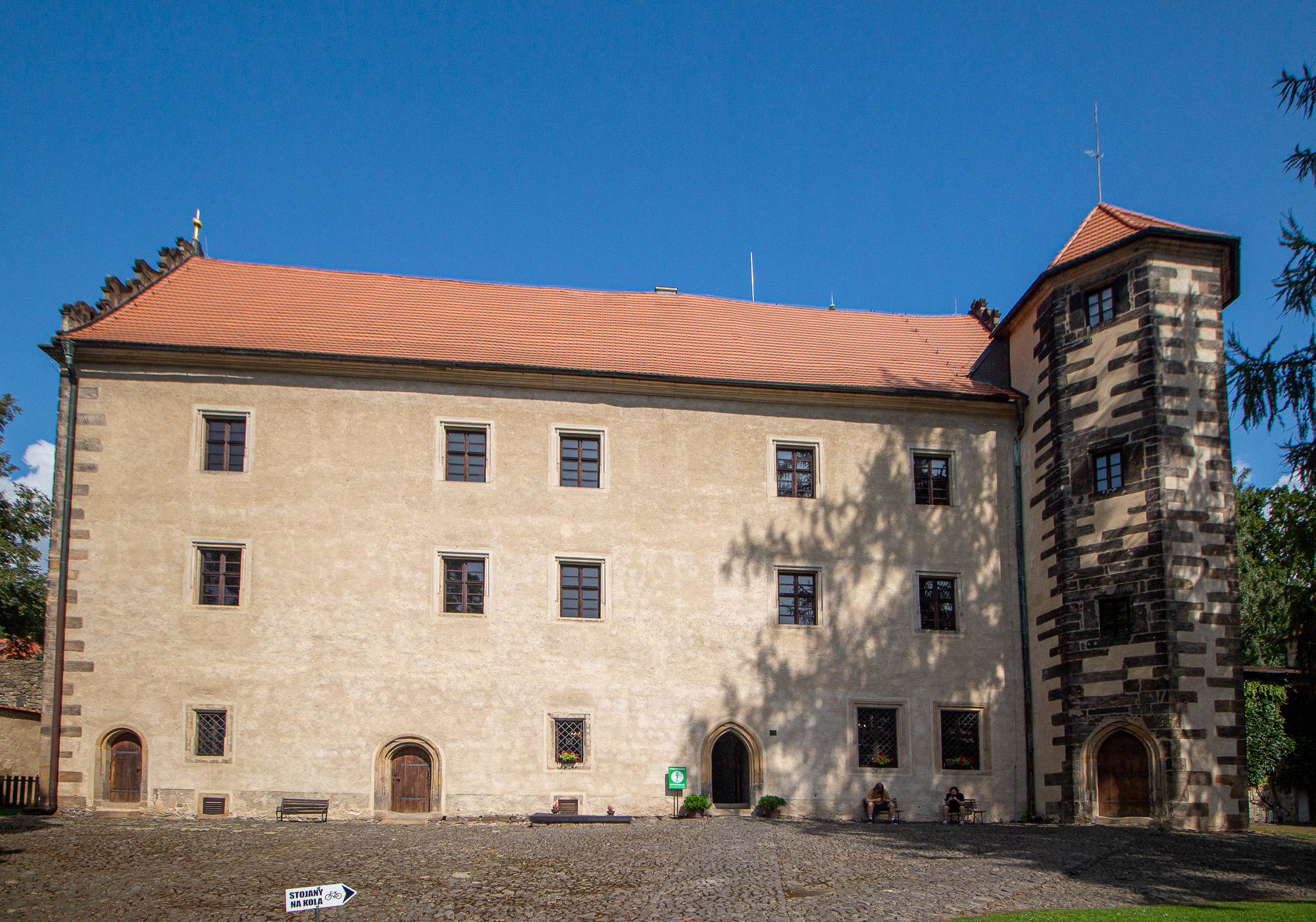
Pohled na jižní průčelí Horního zámku v Benešově nad Ploučnicí s polygonální schodišťovou věží.
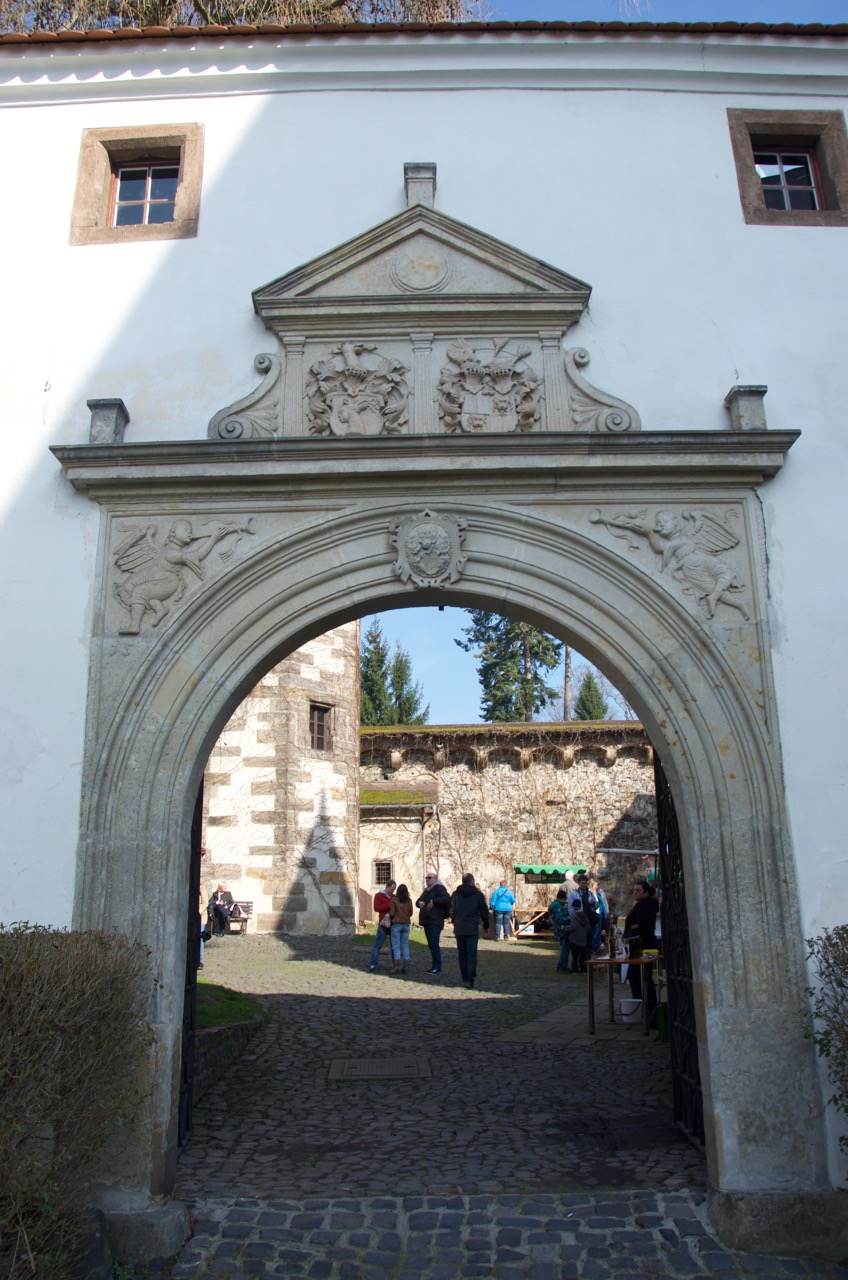
Renesanční volutový portál do nádvoří Horního zámku
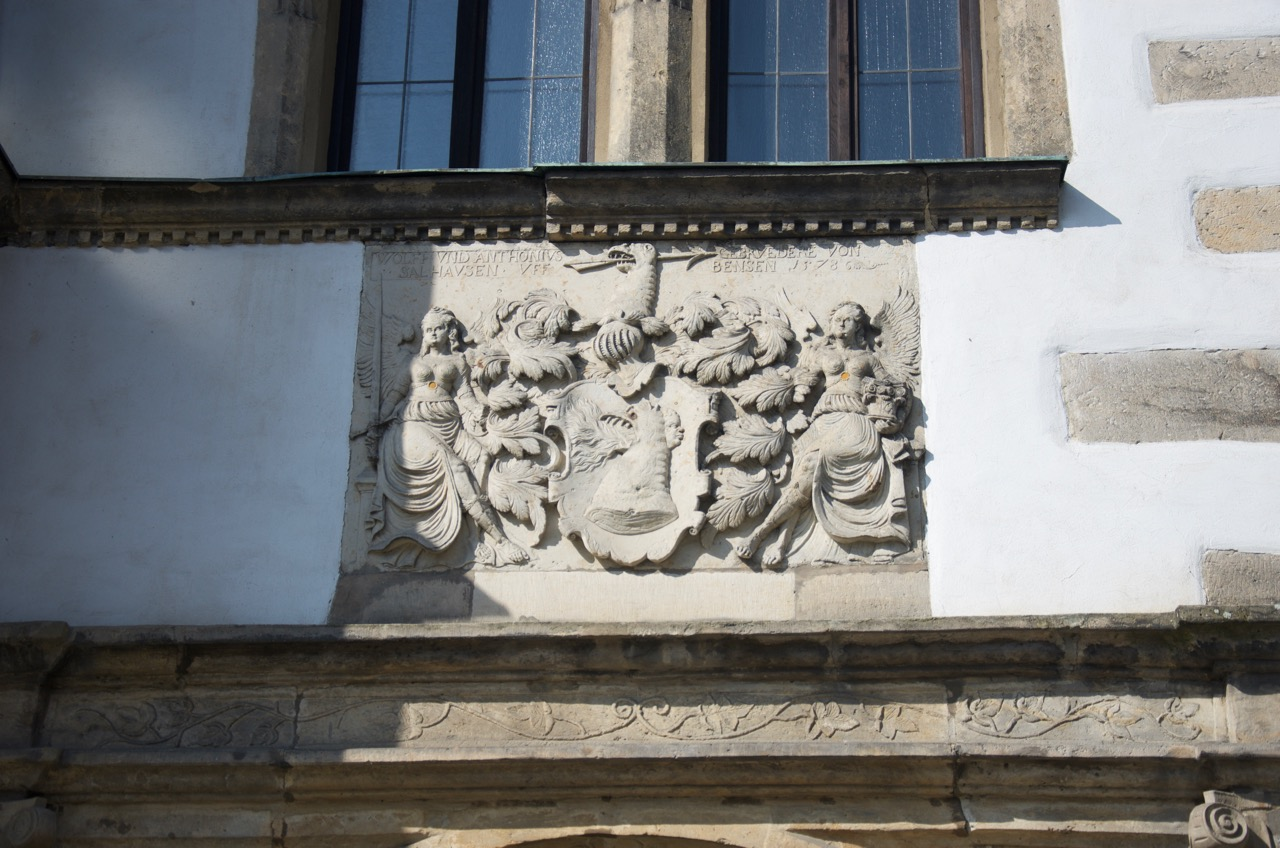
Erb rodu Salhausenů na Wolfově křídle v Benešově nad Ploučnicí
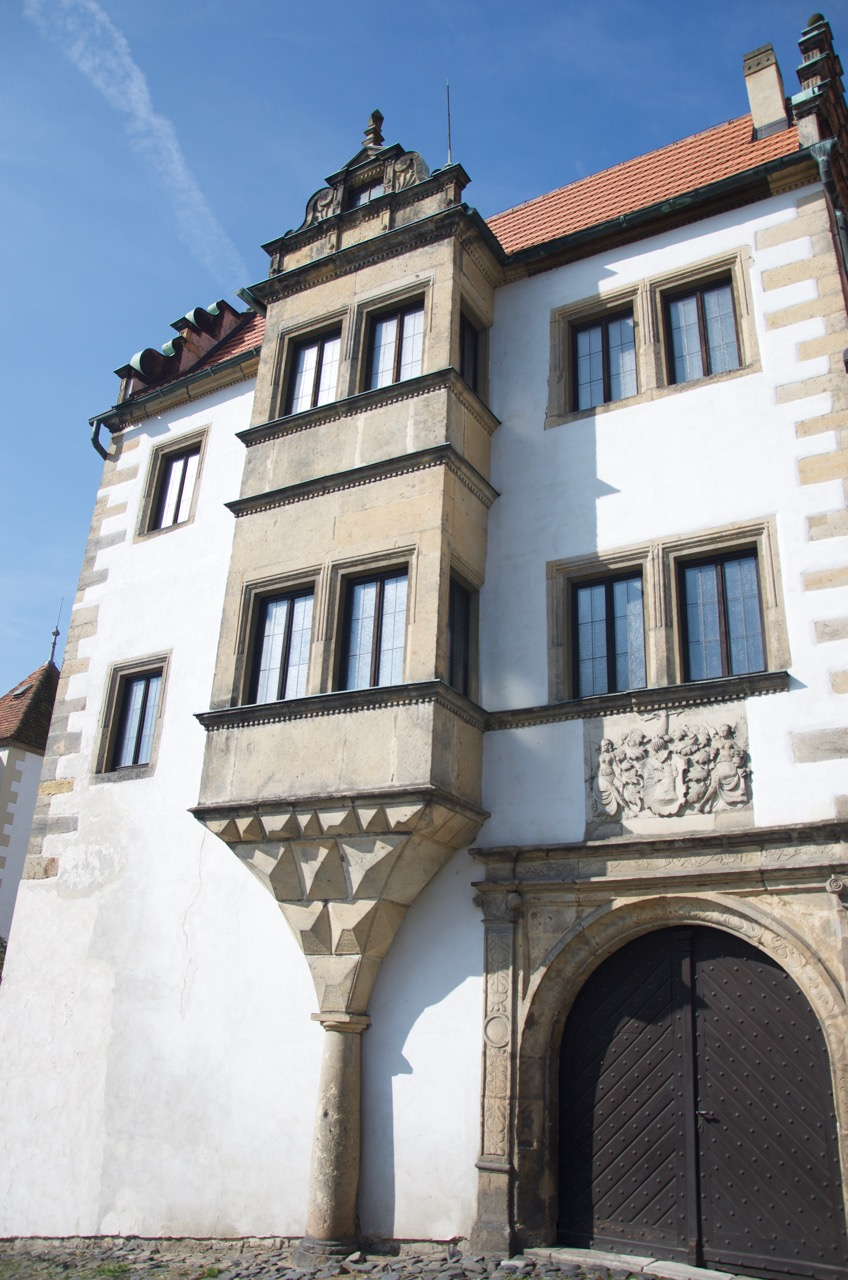
Dvoupatrový arkýř na Wolfově křídle v Benešově nad Ploučnicí
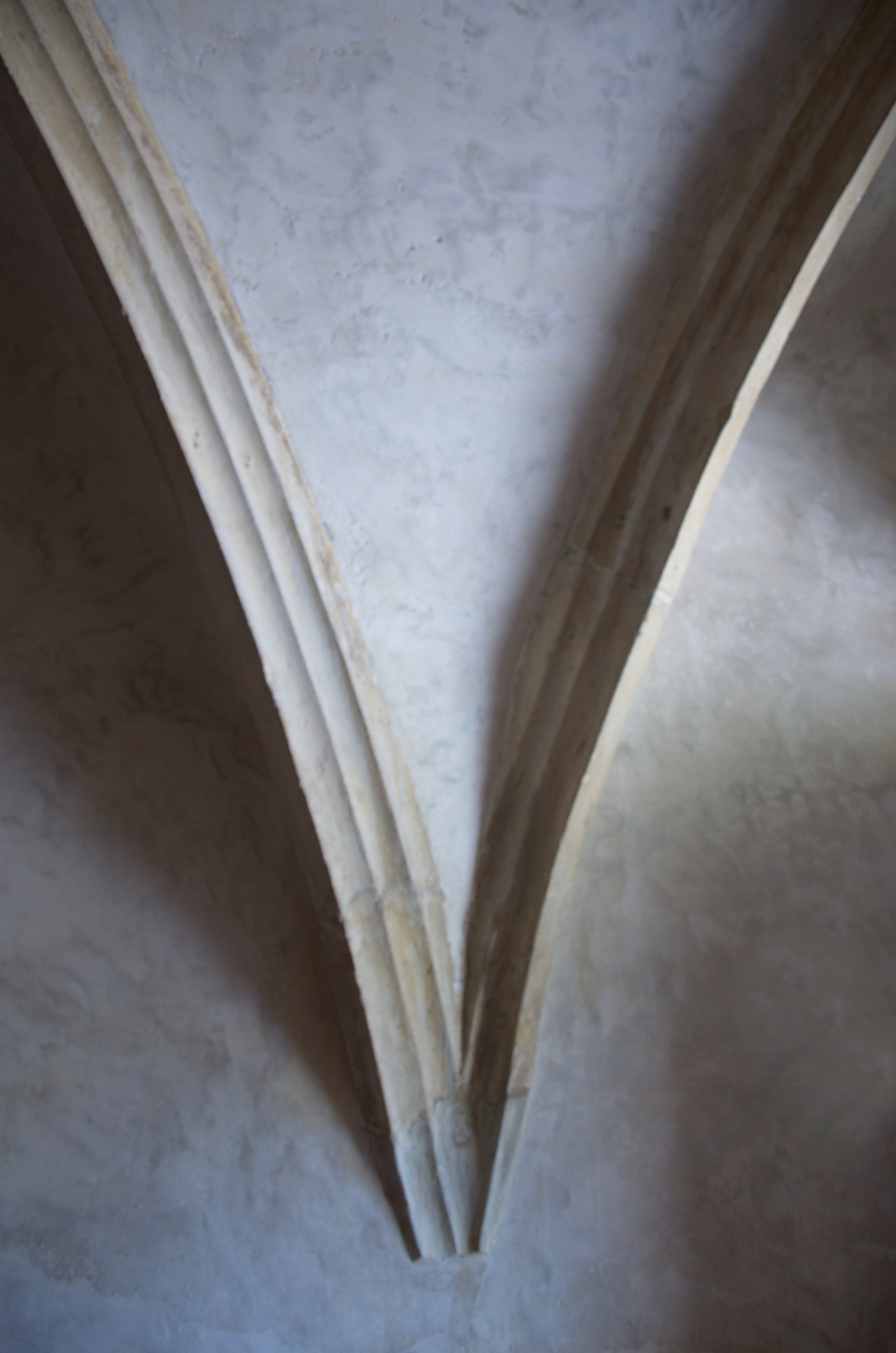
Ukončení žeber prostým zapuštěním do kamenné zdi.
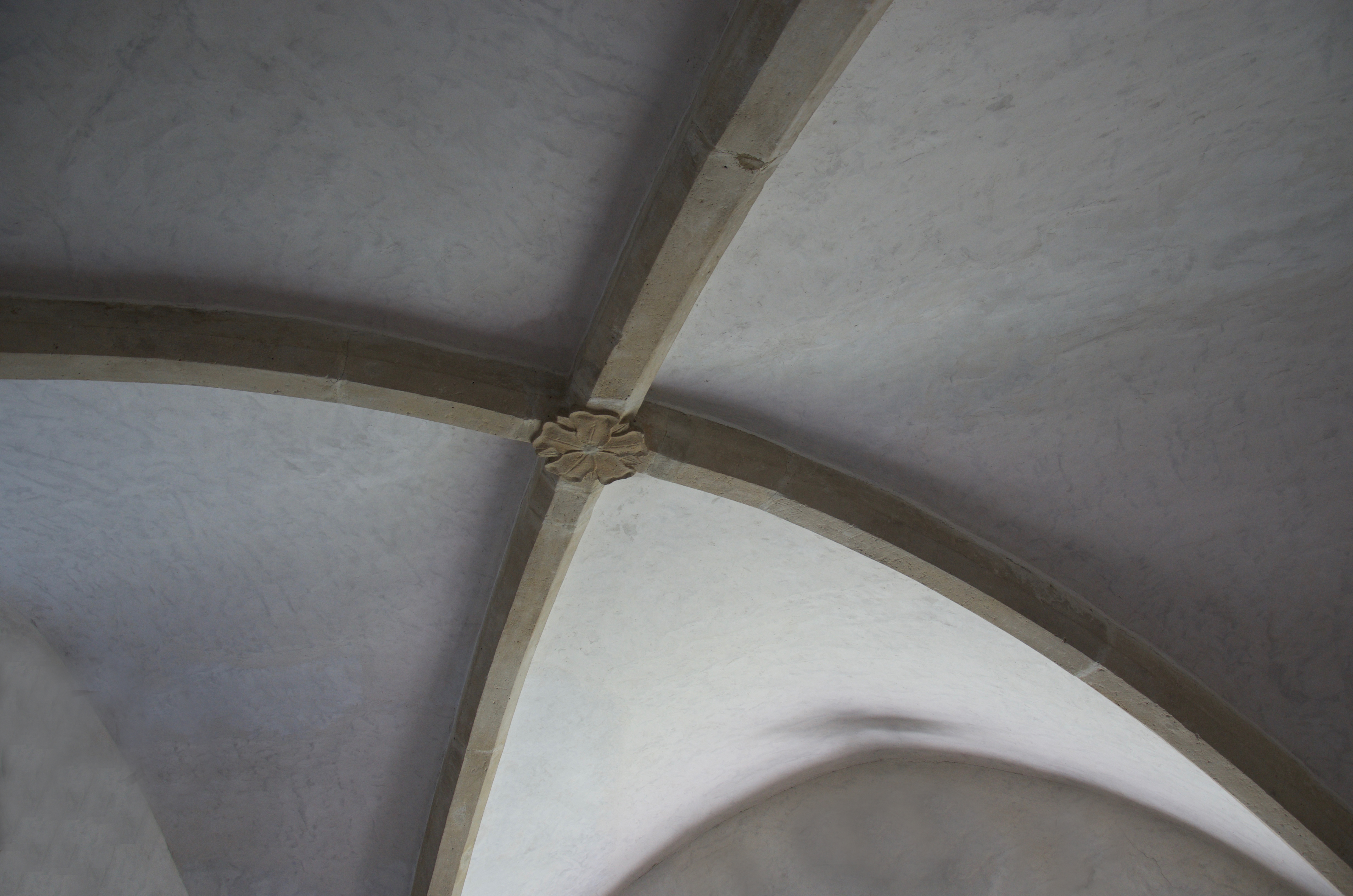
Vegetabilní svorník
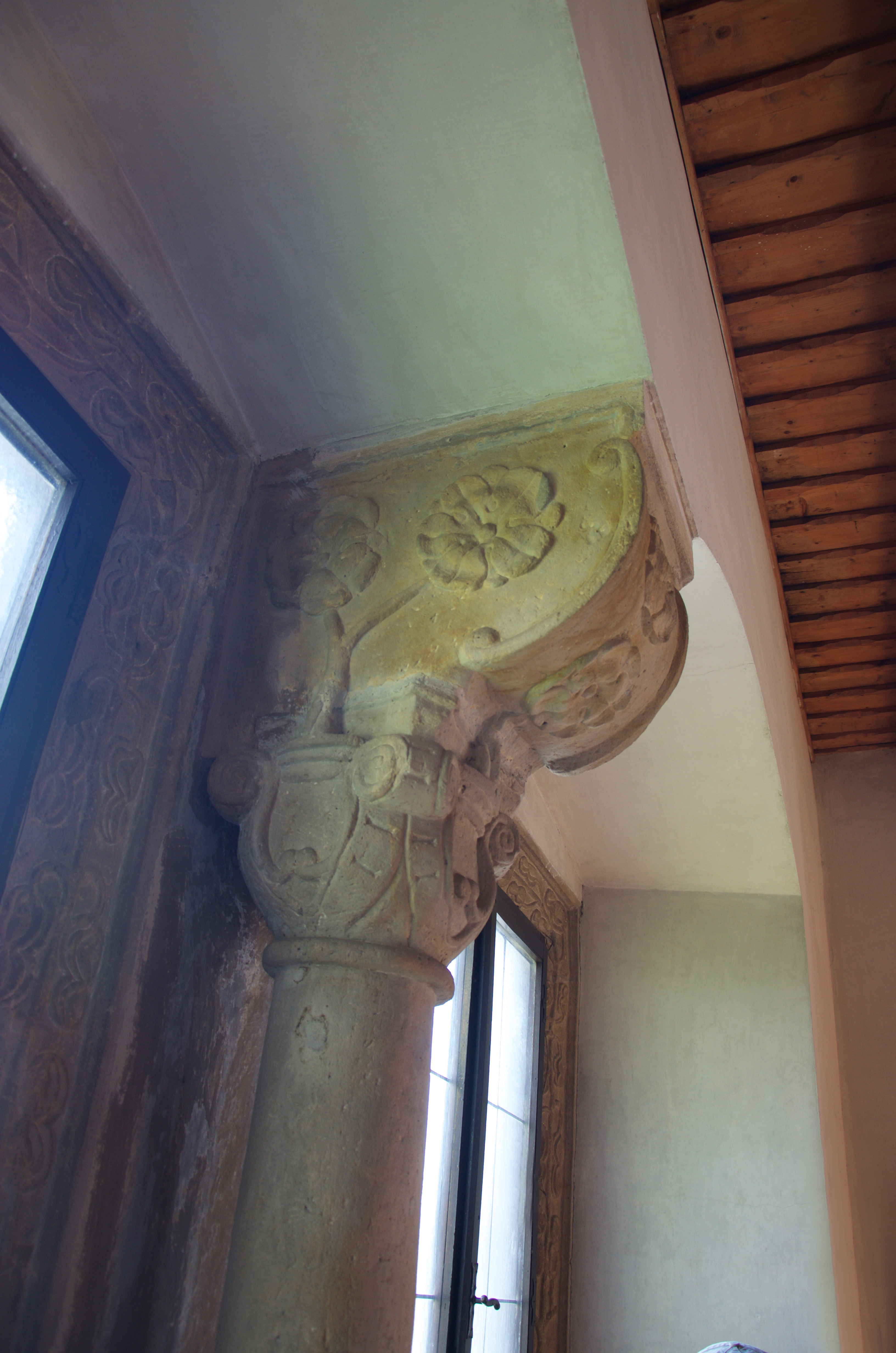
Středový sloupek v rohové místnosti Dolního zámku
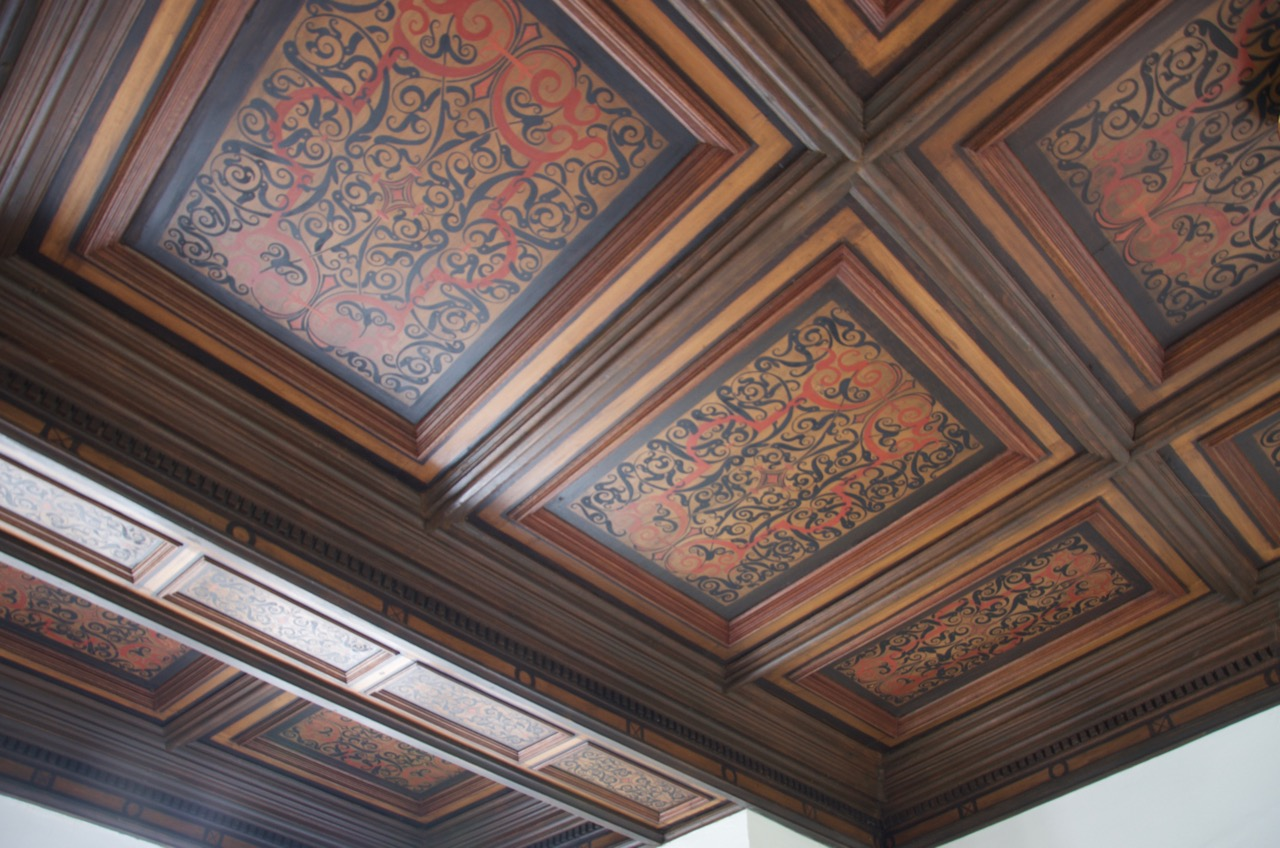
Zdobný kazetový strop ve Wolfově křídle